# Zolani Marali
Zolani Marali (ur. 5 maja 1977 w Mdantsane, zm. 4 lutego 2022) – południowoafrykański bokser, aktualny mistrz świata federacji WBF w wadze junior półśredniej. Były mistrz świata w wadze super koguciej i super piórkowej organizacji IBO.

## Kariera zawodowa
Jako zawodowiec Marali zadebiutował 25 lutego 2001 roku, pokonując przez TKO w 6. rundzie rodaka Andile Sotę.
15 listopada 2002 roku został mistrzem kraju w wadze super koguciej. Jego rywalem był obrońca tytułu Oupa Lubisi, którego pokonał jednogłośnie na punkty.
11 lipca 2003 roku został mistrzem świata IBO w wadze super koguciej. Pokonał jednogłośnie na punkty Argentyńczyka Pastora Humberto Maurina, który miał wtedy stoczonych ponad 50 pojedynków.
22 maja 2004 roku stracił tytuł na rzecz rodaka Thomasa Mashaby, z którym przegrał przez poddanie w 8. rundzie, nie wychodząc do 9 starcia.
W 2006 roku zdobył mało znaczący pas WBF, który później obronił czterokrotnie.
30 lipca 2008 roku stanął do walki o wakujący pas IBO w wadze super piórkowej. Jego rywalem był niepokonany Australijczyk Billy Dib. Marali świetnie rozpoczął pojedynek, posyłając w 3. rundzie na deski Australijczyka. Po 12 rundach to Dib zwyciężył jednogłośnie na punkty (116-112, 116-114, 114-113). Wynik walki wiele portali uznało za krzywdzący, ponieważ to Marali był lepszy w tym pojedynku.
2 kwietnia 2009 roku zmierzył się z Gamalielem Díazem, o zwakowany przez Diba pas IBO. Marali zwyciężył na punkty w 12-rundowym pojedynku, zdobywając mistrzostwo w 2. kategorii wagowej.
12 września 2009 roku stracił tytuł, przegrywając przez TKO w 9. starciu z Koreańczykiem Ji-Hoon Kimem.
19 listopada 2011 roku zmierzył się z Alim Funeką, o pas WBFed w wadze junior półśredniej. Po 12 rundach sędziowie orzekli niejednogłośne zwycięstwo Funeki.
8 grudnia 2012 roku doszło do rewanżu obu bokserów, a stawką walki był znowu pas WBFed. Tym razem odbyło się bez kontrowersji i Marali zwyciężył przez jednogłośną decyzję sędziów, zdobywając mistrzostwo w trzeciej kategorii wagowej.